# リューシアナッサ
リューシアナッサ（古希: Λυσιάnassa, Lȳsianassa）は、ギリシア神話の女神あるいは女性である。長母音を省略してリュシアナッサとも表記される。主に、
- ネーレーイスの1人
- エパポスの娘
- ポリュボスの娘
- プリアモスの娘

が知られている。以下に説明する。

## ネーレーイス
このリューシアナッサは、海の女神ネーレーイスの1人である。ヘーシオドスの『神統記』やアポロドーロスの『ビブリオテーケー』に名前が挙げられている。

## エパポスの娘
このリューシアナッサは、エジプトの王エパポスの娘で、リビュエーと姉妹。アポロドーロスによると母の名はナイル河の河神ネイロスの娘メムピス、ヒュギーヌスによるとカッシオペイアである。海神ポセイドーンとの間にブーシーリスを生んだが、彼女の息子は後に残虐なエジプト王となり、ヘーラクレースに退治された。

## ポリュボスの娘
このリューシアナッサは、シキュオーンの王ポリュボスの娘である。パウサニアースによるとアルゴス王タラオスの妻で、アドラーストスの母。同様の伝承を伝えているヘーロドトスはポリュボス王の娘の名前について言及していない。

## プリアモスの娘
このリューシアナッサは、ヒュギーヌスによるとトロイアの王プリアモスの娘の1人。